# Euspilotus obductus
Euspilotus obductus är en skalbaggsart som först beskrevs av J. L. Leconte 1851.  Euspilotus obductus ingår i släktet Euspilotus och familjen stumpbaggar. Inga underarter finns listade i Catalogue of Life.